# Schizothorax lantsangensis
Schizothorax lantsangensis är en fiskart som beskrevs av Tsao, 1964. Schizothorax lantsangensis ingår i släktet Schizothorax och familjen karpfiskar. Inga underarter finns listade i Catalogue of Life.